# Daddy (poema)
Sylvia Plath

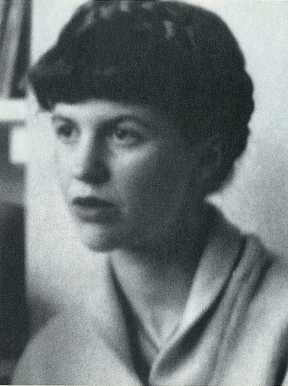
Foto de rosto de Sylvia Plath.

Daddy é um poema escrito pela autora americana Sylvia Plath, em 12 de outubro de 1962, e publicado postumamente em Ariel em 1965.
As implicações e as preocupações temáticas do poema são discutidas academicamente, com diferentes conclusões. A relativa popularidade de Daddy pode ser atribuída ao vívido uso da imaginação por Plath, bem como ao controverso uso do Holocausto como metáfora. Críticos também veem Daddy como uma resposta do complexo relacionamento da escritora com seu pai, Otto Plath, falecido quando ela tinha oito anos de idade, vítima de diabetes não-diagnosticada.

## Estrutura e forma
O poema repete-se em estrofes de cinco versos (quintilha), com um esquema de rima e métrica que lembra o estilo e a estrutura de uma cantiga de roda. Junto com imagens mórbidas, a entonação infantil da narradora evoca um sentimento de incômodo no leitor ao longo do poema, e seu último verso é "Daddy, daddy, you bastard, I'm through".

You do not do, you do not do

Any more, black shoe

In which I have lived like a foot

For thirty years, poor and white,

Barely daring to breathe or Achoo.

Sylvia Plath, introduzindo o poema em uma leitura para a Rádio BBC um pouco antes de seu suicídio, disse que esse se tratava de "uma garota com complexo de Electra" e que "o pai dela morreu quando ela pensava que ele fosse Deus".